# Soslan Cirichov
Soslan Kerimbekovič Cirichov (in russo Сослан Керимбекович Цирихов?; Vladikavkaz, 24 novembre 1984) è un pesista russo, campione universitario nel 2009.

## Biografia
Nel marzo 2017 viene trovato positivo al Dehydrochloromethyltestosterone ad un test antidoping effettuato su campioni prelevati il 15 agosto 2013 e squalificato due anni dalle competizioni fino al 28 marzo 2019.

## Palmarès
| Anno | Manifestazione | Sede     | Evento         | Risultato | Misura  | Note |
| ---- | -------------- | -------- | -------------- | --------- | ------- | ---- |
| 2009 | Universiadi    | Belgrado | Getto del peso | Oro       | 19,59 m |      |
| 2011 | Universiadi    | Shenzhen | Getto del peso | Argento   | 19,80 m |      |
| 2012 | Olimpiadi      | Londra   | Getto del peso | 13º       | 20,17 m |      |
| 2013 | Mondiali       | Mosca    | Getto del peso | 27º (q)   | 18,53 m |      |

## Campionati nazionali
2005
- 5º ai campionati nazionali russi indoor, getto del peso - 18,42 m

2006
- 9º ai campionati nazionali russi indoor, getto del peso - 17,53 m
- 4º ai campionati nazionali russi, getto del peso - 19,47 m

2007
- ai campionati nazionali russi indoor, getto del peso - 19,38 m
- 8º ai campionati nazionali russi, getto del peso - 18,11 m

2008
- ai campionati nazionali russi indoor, getto del peso - 19,32 m
- 5º ai campionati nazionali russi, getto del peso - 19,25 m

2009
- 8º ai campionati nazionali russi indoor, getto del peso - 18,33 m
- 6º ai campionati nazionali russi, getto del peso - 19,12 m

2010
- 5º ai campionati nazionali russi indoor, getto del peso - 18,90 m
- 5º ai campionati nazionali russi, getto del peso - 18,60 m

2011
- 4º ai campionati nazionali russi indoor, getto del peso - 19,81 m
- ai campionati nazionali russi, getto del peso - 20,76 m

2012
- ai campionati nazionali russi indoor, getto del peso - 20,19 m
- ai campionati nazionali russi, getto del peso - 20,00 m

2013
- 5º ai campionati nazionali russi indoor, getto del peso - 19,42 m
- ai campionati nazionali russi, getto del peso - 19,75 m

2014
- 7º ai campionati nazionali russi, getto del peso - 19,37 m
- 5º ai campionati nazionali russi, getto del peso - 19,52 m